# Devil's Bride
Devil's Bride (악마의 신부, Angmaeui sinbu) er en koreansk etbinds manhwa fra 2001 af Ju-Yeon Rhim. Indholdet gik oprindelig som serie i magasinet Issue 2000-2001 og blev efterfølgende udgivet som bind af forlaget Daiwon. Bindet er ikke oversat til dansk, men er udsendt på tysk af Tokyopop.
Manhwaen er uegnet for børn.

## Plot
Den nystartede privatdetektiv Jeong-Hwan Min får et brev fra søsteren og kostskoleeleven Ji-Yeong med ordene: "Hjælp mig! Djævelen er her." Forklædt som pige går Jeong-Hwan under dække som elev på kostskolen, der viser sig at være mildest talt usædvanlig. Over hundrede piger stræber her efter at blive "Djævelens brud", alt imens de med vekslende held forsøger sig ud i magiens verden såvel som mere almindelige skolebeskæftigelser. Men hvem er denne djævel egentlig, og dækker andre end Jeong-Hwan over mere end som så?
Som en bonus indeholder bindet også den korte manhwa Evergreen, en kærlighedshistorie om outsiderpigen Un-Yeong og "playboyen" Ki-Hyun.

## Manhwabind
| Bind | Titel                                                                  | Udgivet i Sydkorea | Sydkoeansk ISBN-nummer |
| ---- | ---------------------------------------------------------------------- | ------------------ | ---------------------- |
| -    | Devil's Bride (악마의 신부 ~사립 그노시스 특수목적고~, Angmaeui sinbu) | 14. august 2001    | ISBN 89-528-2841-0     |
|      |                                                                        |                    |                        |

## Anmeldelse
Da Devil's Bride udkom på tysk blev den anmeldt i magasinet AnimaniA af Sabine Rudert med bl.a. disse ord: "I sit første længere værk indvæver Ju-Yeon Rhim både rørende og vittige motiver (...) Den morsomme læsefornøjelse forekommer ganske vist ofte noget forvirrende men bliver aldrig kedelig."